# مفت‌خور (فیلم)
مفت‌خور (انگلیسی: The Freeloader) یک فیلم کمدی صامت کوتاه به کارگردانی آروید ئی. گیلستورم است که در سال ۱۹۱۷ منتشر شد. از بازیگران این فیلم می‌توان به اولیور هاردی، بیلی وست، باد راس، اتلین گیبسون و لئو وایت اشاره کرد.